# Allium apolloniensis
Allium apolloniensis là một loài thực vật có hoa trong họ Amaryllidaceae. Loài này được Biel, Kit Tan & Tzanoud. mô tả khoa học đầu tiên năm 2006.